# Michael Judge
Michael Judge (ur. 15 stycznia 1975) – snookerzysta irlandzki.
W gronie profesjonalistów w latach 1992–2011 i 2021–2023.
Największym osiągnięciem gracza w turniejach rankingowych było dojście do półfinałów podczas Grand Prix w 2004 roku. W tym samym roku osiągnął też swojego najwyższego breaka (144 punkty) podczas European Open. Jako snookerzysta zarobił około 350 tysięcy funtów. W 2017 wziął udział w World Games.